# Wilhelm Vatke
Johann Karl Wilhelm Vatke, född den 14 mars 1806 i Behndorf nära Magdeburg, död den 19 april 1882, var en tysk protestantisk teolog. 
Vatke blev privatdocent i Berlin 1830 och extra ordinarie professor 1837. Hans mest betydande arbete Die biblische Theologie (1835) vann dock inte någon särskild uppmärksamhet. Han gav bland annat också ut Die menschliche Freiheit in ihrem Verhältnisse zur Sünde und zur göttlichen Gnade (1841).